# Roy G. Fitzgerald

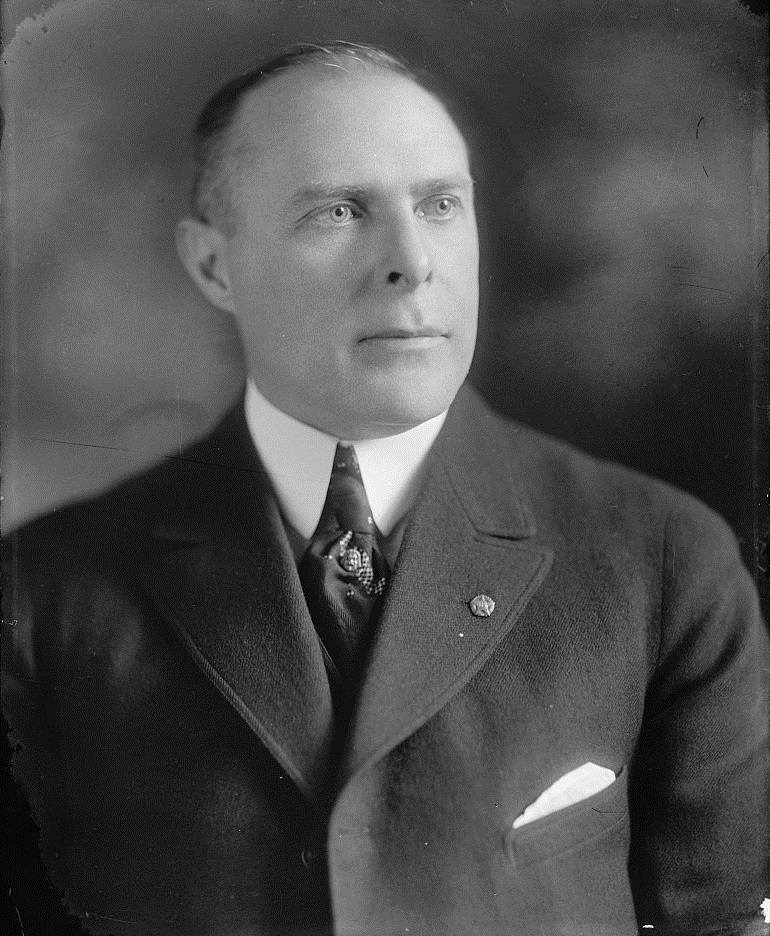
Roy G. Fitzgerald

Roy Gerald Fitzgerald (* 25. August 1875 in Watertown, Jefferson County, New York; † 16. November 1962 in Dayton, Ohio) war ein US-amerikanischer Politiker. Zwischen 1921 und 1931 vertrat er den Bundesstaat Ohio im US-Repräsentantenhaus.

## Werdegang
Im Jahr 1890 kam Roy Fitzgerald mit seinen Eltern nach Dayton in Ohio. Er besuchte die öffentlichen Schulen seiner jeweiligen Heimat. Nach einem anschließenden Jurastudium und seiner 1896 erfolgten Zulassung als Rechtsanwalt begann er in Dayton in diesem Beruf zu arbeiten. Während des Ersten Weltkrieges war er zwischen 1917 und 1919 Hauptmann einer Infanterieeinheit der US Army. Dabei wurde er auf dem europäischen Kriegsschauplatz eingesetzt. Im Jahr 1928 wurde er als Oberstleutnant Mitglied der Reserve. Politisch schloss er sich der Republikanischen Partei an. Zwischen 1927 und 1930 nahm er als Delegierter an verschiedenen Konferenzen der Interparlamentarischen Union teil, die in Paris, Berlin, Genf und London stattfanden.
Bei den Kongresswahlen des Jahres 1920 wurde Fitzgerald im dritten Wahlbezirk von Ohio in das US-Repräsentantenhaus in Washington, D.C. gewählt, wo er am 4. März 1921 die Nachfolge des Demokraten Warren Gard antrat. Nach vier Wiederwahlen konnte er bis zum 3. März 1931 fünf Legislaturperioden im Kongress absolvieren. Diese waren seit 1929 von den Ereignissen der Weltwirtschaftskrise geprägt. Von 1923 bis 1925 war Fitzgerald Vorsitzender des Ausschusses zur Kontrolle der Ausgaben des Handelsministeriums; zwischen 1927 und 1931 leitete er das Committee on Revision of the Laws. Er setzte sich für Gesetze gegen Kinderarbeit ein. Da er von Jugend auf an der Fliegerei interessiert war, forderte er die Gründung der United States Air Force. Diese erfolgte aber erst im Jahr 1947.
Im Jahr 1930 wurde Roy Fitzgerald nicht wiedergewählt. Nach seiner Zeit im US-Repräsentantenhaus praktizierte er wieder als Anwalt. Er machte sich auch sportlich einen Namen, unter anderem als Bergsteiger. Bereits im Jahr 1925 bestieg er den Mount Rainier im Bundesstaat Washington. Vier Jahre später durchschwamm er den Bosporus bei schlechtem Wetter in 30 Minuten. Über 50 Jahre war er einer der Direktoren der Merchants National Bank & Trust Company in Dayton. Außerdem fungierte er 22 Jahre lang als Präsident der Montgomery County Historical Society. Roy Fitzgerald starb am 16. November 1962 in Dayton, wo er auch beigesetzt wurde. Er war seit 1902 Mitglied einer Freimaurerloge.